# ニセ「左翼」暴力集団
ニセ「左翼」暴力集団（ニセさよくぼうりょくしゅうだん）とは、1955年7月の日本共産党第6回全国協議会（6全協）における51年綱領による暴力革命唯一論路線からの転換への反発で、日本共産党支持から離脱して暴力革命路線を継続した日本の新左翼・新左翼党派を指す日本共産党による独自用語。日本共産党用語であり、日本共産党派の人々に使用されている。「日本の新左翼」にもトロツキー・トロツキストに批判的な人もいたが、日本共産党は「日本の新左翼」全体に「トロツキスト」と烙印を押していた。マスコミでは「新左翼」とそのまま呼称することもあるが、「極左」「過激派」「極左過激派」との呼称も用いる。警察では「過激派」だけでなく、「極左暴力集団」との呼称も用いられている。

## 概要
日本共産党を含むコミンテルン系譜の各国の共産党は、ソ連（スターリン）の指導を受ける共産党と対立する共産主義者に対し、「トロツキスト」・「修正主義」・「左翼日和見主義者」などの用語で批判していた。そのため、1930年代以降は日本共産党と対立する共産主義者は「トロツキスト」または「トロツキスト暴力集団」などが使用されていたが、スターリン批判以降は「トロツキー」への批判が弱まったことで、1980年代後半以降から日本共産党は新左翼に対するの呼称として「ニセ『左翼』暴力集団」や「ニセ『左翼』集団」という表現を主に使用している。
1950年から旧ソ連からの干渉で党が分裂し、党内主流派となった所感派が、旧ソ連や中華人民共和国と連携し、1951年に51年綱領を採択し、暴力革命唯一論を取った火炎ビン闘争など過激な活動を行った。そのため、日本国民の信頼を失い、1949年に35人いた日本共産党の衆議院議員は、1952年10月の衆院選で公認候補が全員落選する事態になった。そのため、党内主流派が入れ代わり、国際派が主導権を握った日本共産党は、1955年の第6回全国協議会で、武装闘争路線を「誤りのうちもっとも大きなものは極左冒険主義である」と自己批判した。しかし、1955年以降も暴力革命路線継続を訴える人々が日本共産党から離脱し、新左翼となった。
1980年代以降の日本共産党は、以前まで「トロツキスト」と呼んで批判していた新左翼の党派や集団（例えば革命的共産主義者同盟全国委員会（中核派）や日本革命的共産主義者同盟革命的マルクス主義派（革マル派）、革命的労働者協会（革労協））に対して、「ニセ「左翼」暴力集団」との用語を使用するようになった。日本共産党は、これらは日本共産党に打撃を与える目的で「共産主義」を偽装する暴力集団であり、権力が影で支援している（「ニセ『左翼』泳がせ論」）、と主張している。
1980年代半ばまで、日本のマルクス主義陣営は、日本社会党左派（労農派マルクス主義）、日本共産党、新左翼の3つのグループが存在し、互いに競い合っていた。

## 歴史

### 日本共産党の51年綱領による暴力革命唯一論路線転換以降の「新左翼」への批判的呼称
1950年に日本共産党内部で分裂した「所感派」と「国際派」が互いを「トロツキスト」と罵り合っていた。所感派が党の主導権を獲得し、1951年に51年綱領を掲げ、日本共産党は暴力革命唯一論路線を取ることを決定し、各地でテロを行った。これは従来の投票層を含めた世論の支持を大幅に減らし、選挙で公認候補が全員落選する事態となった。そのため、昭和30年（1955年）7月の第6回全国協議会（6全協）で日本共産党が武装闘争方針の放棄を決議した。しかし、日本共産党の路線転換に反発し、暴力革命唯一論を支持する人々は新左翼と呼ばれるようになった。60年安保闘争時は、決してトロツキーの思想の影響下にあったわけではなかった共産主義者同盟および全学連を「極左冒険主義のトロツキスト集団」と非難していた。また、「トロツキズムを乗り越えた新しい体系＝反スターリン主義」を標榜する革マル派、中核派、さらにトロツキズムのみならずレーニン主義すら否定する解放派まで、一括りに「トロツキスト」と規定していた。「トロツキスト」は、口語では（新左翼党派構成員を指して）「トロ」と略されて、下部党員や民主青年同盟員の間で一般的に使用されていた。
1980年代、日本共産党は不破哲三の著作『スターリンと大国主義』（新日本出版社、 1982年）でレフ・トロツキーの「ロシア革命への一定の貢献を認めるようになったため、新左翼党派を指す「トロツキスト暴力集団」から新たに「ニセ「左翼」暴力集団」と呼称するようになった。日本共産党が「ニセ『左翼』暴力集団」と名指しするのは、現在でも暴力的な活動を肯定・あるいは行っている中核派、革マル派、革労協各派なと新左翼と呼ばれているグループで、現在は暴力を放棄し穏健な活動をしている第四インターナショナル統一書記局系各派に対しては、「暴力」の語を外して「ニセ『左翼』集団」としている。

## 類似用語
日本共産党による類似用語には、「反党脱党者（グループ）」（「日中友好協会脱走派」など）や、共産党に批判的な市民運動に対する「反共市民主義」もしくは「反共市民運動」、「中国盲従反党集団」「毛沢東盲従集団」（毛沢東主義派）、「反党修正主義集団」（親ソ連派、構造改革派など）、「金日成盲従集団」（親朝鮮労働党派）などがあるが、これらの用語は現在ではほとんど使用されることはなくなった。
他方、新左翼側も「反革命日共」「スターリニスト日共」「日共スターリン主義」（反スターリン主義党派）、「修正主義・日『共』集団」「宮修（宮本修正主義）」（毛沢東主義党派）などの蔑称を用いている。『共』及び『共産』に括弧（原文では鉤括弧）を付けるのは、「日本共産党は共産主義党派ではない」という意味を込めてのものである。
また、他党派間による類似の用語には、コミンテルンによる社会ファシズム論、革マル派による「権力謀略論」や「権力の走狗論」、中核派による「ファシスト・カクマル」や「KK連合」、革労協による「社会帝国主義」論、労働の解放をめざす労働者党による「国家資本主義」論などがある。

## 新左翼側の対応
日本共産党からひとまとめに「ニセモノ」とされている新左翼党派の日本共産党への態度はまちまちである。中核派、革マル派は全面対決姿勢を採っている。革マル派は機関紙「解放」で毎号のごとく日本共産党を激しく攻撃、批判の急先鋒である。中核派も極めて批判的であるが、革マル派と異なり、近年は機関紙上での日本共産党への言及はあまりない。
第四インターナショナルにシンパ組織として加盟している日本革命的共産主義者同盟は、国政選挙や各種地方選挙の際には日本共産党への投票を呼び掛けることが多い。これはいわゆる「批判的支持」の戦術であり、革労協に至っては、日本共産党にターゲットを絞って批判するということはしないが、総選挙の際には白票を投じるよう呼びかけており、日本共産党のみならず支持すべき対象がひとつもないという立場である。しかし、これは左翼共産主義の反議会主義とは異なり、選挙・議会への参加をあらゆる場合に無条件に否定するものではない。
日本共産党への接近を試みた党派（ブント系・毛沢東主義系の「マルクス主義青年同盟」や反スターリン主義の「政治グループ稲妻」など）もあるが、野党共闘に参加している（共産主義労働者党の流れを汲む）緑の党グリーンズジャパンを除き、逆に「赤旗」で批判され、門前払いされた。
このように、日本共産党といわゆる新左翼勢力との関係は、敵対関係が続いており、お互いが「権力の手先」「修正主義」「反革命」などと非難しあっている。